# Riserva naturale della Tunguska
La riserva naturale della Tunguska (in russo Тунгусский заповедник, Tungusskij zapovednik) è un'area protetta della Russia situata nel centro dell'altopiano della Siberia centrale. A seguito della caduta di un meteorite nel 1908, più di 2000 km² di foresta boreale vennero abbattuti e andarono in fiamme. Nel corso dei 100 anni successivi, la taiga ha nuovamente riconquistato l'area colpita dal disastro. La riserva si trova nel distretto degli Evenki del territorio di Krasnojarsk.

## Geografia
La riserva si trova su un altopiano pianeggiante, inciso da profonde vallate fluviali. Il paesaggio, pertanto, si presenta come una serie di creste allungate, con le colline tra i vari corsi d'acqua che raggiungono un'altezza tipica di 100-300 metri. Il punto più elevato della riserva si trova a 602 metri sul livello del mare. Il famoso evento di Tunguska ebbe luogo all'estremità settentrionale della riserva. La Tunguska Pietrosa (Podkamennaja Tunguska) scorre attraverso il confine meridionale dell'area protetta. Oltre a questa, sono due i fiumi principali che attraversano la riserva, diretti a sud: lo Šamby e il Chašmy. Il terreno delle valli fluviali, quando non è congelato, è generalmente impregnato d'acqua. Al confine settentrionale della riserva si trova il lago Čeko, un rotondo e pittoresco lago termocarsico, da alcuni considerato come il luogo del possibile impatto del meteorite del 1908.

## Clima
La riserva si trova nell'ecoregione denominata «taiga della Siberia orientale», situata tra i fiumi Enisej e Lena da ovest ad est e dal circolo polare artico a 52° di latitudine da nord a sud. L'essenza principale dell'ecoregione è il larice della Dauria (Larix gmelinii), che prevale nelle zone dove il manto nevoso non è troppo spesso. Il terreno sottostante è ricco di minerali.
Il clima della riserva è del tipo subartico senza stagione secca (Dfc secondo la classificazione dei climi di Köppen), caratterizzato da estati miti e inverni freddi e nevosi.

## Flora e fauna
Circa il 70% della riserva è costituito da foresta e un ulteriore 15-20% da palude. Oltre alle specie dominanti di pini e larici, crescono anche alcuni abeti rossi e cedri. Il sottobosco è costituito da ontani, betulle nane, mirtilli rossi, mirtilli neri, graminacee, muschi e licheni. Gli scienziati hanno catalogato 314 specie di angiosperme.
La fauna della riserva è quella caratteristica della taiga della Siberia centrale. Tra i mammiferi si trovano l'alce (Alces alces), l'orso bruno (Ursus arctos), lo zibellino (Martes zibellina), lo scoiattolo comune (Sciurus vulgaris), il lupo (Canis lupus), la renna (Rangifer tarandus) e il ghiottone (Gulo gulo). Nella riserva sono state censite 41 specie di mammiferi, 19 specie di pesci e 170 specie di uccelli, costituiti prevalentemente da forme tipiche delle zone umide.

## Storia
Nella riserva sono stati individuati alcuni siti archeologici del periodo neolitico (4000-3000 a.C.), dove sono stati rinvenuti utensili in pietra, ceramiche e frammenti di osso.

## Turismo
Trattandosi di una riserva integrale, la riserva della Tunguska è chiusa al grande pubblico, anche se scienziati e persone mosse da scopi di «educazione ambientale» possono prendere accordi con la direzione del parco per effettuare visite. Ci sono, tuttavia, quattro percorsi «ecoturistici» nella riserva aperti al pubblico, ma è necessario richiedere dei permessi da ottenere in anticipo. Tutti e quattro si dirigono al presunto luogo dell'esplosione del meteorite. La sede del parco è nella città di Vanavara, per raggiungere la quale ci sono diversi voli settimanali da Krasnojarsk.